# 1649 en science
| Années de la science : 1646 - 1647 - 1648 - 1649 - 1650 - 1651 - 1652    |
| Décennies de la science : 1610 - 1620 - 1630 - 1640 - 1650 - 1660 - 1670 |

Cet article présente les faits marquants de l'année 1649 en science.

## Événements
- Premières réunions de l'Oxford Philosophical Club (en), précurseur de la Royal Society[1].
- Johann Schröder est le premier à décrire l'arsenic comme un élément chimique et publie deux méthodes pour sa préparation[2].

## Publications
- Jan Jonston : Historiae naturalis : De piscibus et cetis libri V.
- Frans van Schooten publie à Leyde la première version en latin de La Géométrie de René Descartes. Ses commentaires mettent l'ouvrage à la portée d'une large communauté de mathématiciens. La version en latin inclut les Notes brèves (Notae Breves) de Florimond de Beaune, la première introduction importante à la géométrie cartésienne[3].

## Naissances
- 2 janvier : Willem ten Rhijne (mort en 1700), botaniste néerlandais.
- 20 juin : Jaume Salvador i Pedrol (décédé en 1740), botaniste et apothicaire espagnol.

## Décès
- 24 avril : Gaston de Renty (né en 1611), mathématicien français.